# Wright (Floride)
Pour les articles homonymes, voir Wright.
Wright est une census-designated place du comté d'Okaloosa, dans l'État de Floride, aux États-Unis,. En 2020, elle compte une population de 26 277 habitants.